# بوکووو (استان بلاگووگراد)
بوکووو (به بلغاری: Bukovo) یک منطقهٔ مسکونی در بلغارستان است که در شهرستان گوتسه دلچو واقع شده‌است. بوکووو ۱۶٫۵۹۳ کیلومتر مربع مساحت و ۹۳۶ نفر جمعیت دارد و ۱٬۰۲۱ متر بالاتر از سطح دریا واقع شده‌است.